# Hannah Berry
Hannah Berry es una dibujante y escritora de cómics británica que reside en Brighton. Es la tercera autora de cómics laureada del Reino Unido y la primera mujer a la que se le ofrece el puesto, reemplazando a Charlie Adlard en 2019. En 2018 fue nombrada miembro de la Royal Society of Literature.
La edición francesa del libro de Berry, la novela policíaca de estilo noir Britten and Brülightly, fue elegida para la selección oficial del Festival Internacional de Cómics de Angulema (Festival International de la Bande Dessinée d'Angoulême) en 2010.

## Carrera
En abril de 2021, Berry fue anunciada como fideicomisaria del Museo de la Historieta después de finalizar su mandato como laureada del cómic.
Además, Berry se unió a la recién creada Red de Creadores de Cómics de la Sociedad de Autores.
Comenzó una iniciativa con la Liga Howard para la Reforma Penal y su colega creadora de cómics Hannah Eaton; el objetivo del proyecto era fomentar la alfabetización en delincuentes jóvenes a través de los cómics.

## Vida personal
Berry es mitad ecuatoriana por parte de madre. Cuando era más joven, su familia se mudó a los Estados Unidos, donde vivió en Maryland y Hampshire, cerca de Basingstoke. 
Berry aprendió a hablar inglés leyendo cómics cuando era más joven.
Ella estudió ilustración en la Universidad de Brighton.
Actualmente reside en Brighton junto con su pareja, su hija y dos mascotas.